# Liste des membres manitobains de l'Ordre du Canada
Pour un article plus général, voir Ordre du Canada.
- Douglas E.M. Allen
- J. Stuart Anderson
- Jack Armstrong
- Abraham J. Arnold
- Dorothy K. Ash
- Israel Harold Asper
- Isabel George Hutcheson Auld
- W. Murray Auld
- Lloyd Axworthy
- Vaughan Lawson Baird
- Maurice Baudoux
- Bertha Baumann
- Robert E. Beamish
- Derek R.C. Bedson
- Lennox G. Bell
- Virginia Berry
- Marlene Bertrand
- Heather Bishop
- Marjorie Blankstein
- Pauline Boutal
- John M. Bowman
- Eleanor Boyce
- E. Arthur Braid
- Rachel Browne
- Harold Buchwald
- William John Antliff Bulman
- Walter Bushuk
- A. Barrie Campbell
- A. Lorne Campbell
- Douglas Lloyd Campbell
- John L. Charles
- Alice Mary Elizabeth Cheatley
- Saul Mark Cherniack
- Amy L. Clemons
- Janet Cochrane
- Albert Diamond Cohen
- Samuel N. Cohen
- Margaret M. Costantini
- Dave Sr. Courchene
- Roland Couture
- James M.C. Daly
- Mark Harold Danzker
- Arthur A. DeFehr
- Rita Shelton Deverell
- Naranjan S. Dhalla
- Allan Rae Downs
- Francis Patrick Doyle
- Joseph N.H. Du
- Bernard Bronislaw Dubienski
- Henry E. Duckworth
- Le'onne Dumesnil
- Ferdinand Eckhardt
- Christian Einfeld
- Abdo (Albert) El Tassi
- Gordon Charles Emberley
- J.H. Enns
- Robert Enright
- Ronald (Sam) A. Fabro
- Wasyly Fedak
- Elizabeth Feniak
- Leonard G. Flett
- Folke Gunnar S. Folkestone
- Waldron N. Fox-Decent
- John Foster Fraser
- Samuel Freedman
- Eira (Babs) Friesen
- Henry G. Friesen
- Olga Fuga
- Lockhart Ross Fulton
- Marion Fulton
- Stuart S. Garson
- James Clayton Gilson
- Helen Preston Glass
- Yhetta Miriam Gold
- Andrew Goussaert
- Boniface Guimond
- Frank H. Gunston
- Graeme T. Haig
- Gerald Sydney Halter
- John Laurence Hamerton
- William F. Hanna
- Arthur John Hanson
- Evelyn Anne Hart
- Betty Havens
- Ostap Hawaleshka
- Helen Hayles
- Keith Ian Munro Heming
- Yude M. Henteleff
- Maxim Hermaniuk
- Paul G. Hiebert
- John A. Hildes
- Hans Albert Hochbaum
- John Edward Hudson
- Roderick Oliver Alexander Hunter
- William D. Hurst
- Lyonel Garry Israels
- George Johnson
- Percival Johnson
- Thorvadur Johnson
- Marjorie A. Johnston
- John J.T. Johnstone
- Stephen Juba
- Sol Kanee
- Kevin P. Kavanagh
- Joseph Irvine Keeper
- Verna J. Kirkness
- Leo F. Kristjanson
- Walter E. Kroeker
- Robert P. Kroetsch
- Richard Henry Kroft
- Basil Kushnir
- Arthur Lacerte
- Otto Lang
- A. Searle Leach
- Frederic Leach
- Vince Leah
- Philip S. Lee
- Peter M. Liba
- William Herbert Loewen
- Jack R. London
- Samuel Ralph Loschiavo
- Bob Lowery
- Kathleen Mary Jo Lutley
- Allan M. Lysack
- Isabel MacArthur
- John A. MacAulay
- George Campbell MacLean
- Geraldine MacNamara
- Stephen A. Magnacca
- Anthony T. Mann
- Alexander D.M. Matheson
- Francis A.L. Mathewson
- Arthur V. Mauro
- Evan McCormick
- Lloyd Robert McGinnis
- Pearl Kathryne McGonigal
- Frederick George McGuinness
- Edna Hellen McIvor
- William John McKeag
- Marvelle McPherson
- Marion I. Meadmore
- Harry Medovy
- Louis Melosky
- Nathan Saul Mendelsohn
- S. June Menzies
- Angus Merrick
- Arthur K. Miki
- Leo Mol
- Alfred Maurice Monnin
- Pegi Morgan-Hayes
- Takashi Murakami
- Arnold Naimark
- William Norrie
- Brian N. Orvis
- Mary Adamowska Panaro
- William J. Parker
- William Bruce Parrish
- Donald Wills Penner
- Frederick R.C. Penner
- Roland Penner
- Donald H. Penny
- Raymond Poirier
- Serge Radchuk
- Donald William Rae
- G. Charles Rafter
- Ian L. Reid
- Helena F. Reimer
- George T. Richardson
- Kathleen Richardson
- Tannis M. Richardson
- H. Sanford Riley
- Dufferin Roblin
- Allan Ross Ronald
- Noralou Roos
- Anne G. Ross
- Robert T. Ross
- Annette Saint-Pierre
- Alan W. Scarth
- Theodore P. Schaefer
- Edward Schreyer
- Lily Schreyer
- Elizabeth Suzanne Semkiw
- Sybil Shack
- Jennifer Mary Shay
- Svein Sigfusson
- Allan J. Simpson
- Hugh Sinclair
- Shirlee Anne Smith
- Arnold Spohr
- Joseph C. Stangl
- Baldur R. Stefansson
- Maitland B. Steinkopf
- Norman McGregor Stewart
- George Swinton
- Emoke J.E. Szathma'ry
- Peter Stanley Taraska
- Antonio Tascona
- Andrew Taylor
- Paul Enrik Thorbjorn Thorlakson
- Robert Henry Thorlakson
- Clarence Tillenius
- James Trifunov
- Robert Turner
- Winnifred Van Slyck
- Audrey T. Vandewater
- J. Kenneth Watson
- Val Werier
- Lewis D. Whitehead
- Cornelius W. Wiebe
- M. Elizabeth Willcock
- David C. Wilson
- Bernard Rodolphe Wolfe
- Daniel A. Yanofsky